# 정부간 국제 기구
정부간 국제 기구 또는 정부간 조직(영어: intergovermental organization, IGO)은 주로 주권국(구성국) 또는 기타 정부간 조직으로 구성된 조직이다. 국제 비영리 단체나 다국적 기업과 같은 국제 비정부 기구도 이 용어에 포함될 수 있지만, 정부간 조직을 국제기구라고 부른다.
정부간 조직은 공공 국제법의 중요한 측면이다. IGO는 그룹을 창설하는 헌장 역할을 하는 조약에 의해 설립된다. 여러 주의 합법적 대표(법정)들이 비준 절차를 거치면서 국제법적 성격을 띠게 될 때 조약이 체결된다.
법률적 의미에서 정부간 조직은 G8이나 쿼터와 같은 국가의 단순한 그룹 구성이나 연합과 구별되어야 한다. 이러한 그룹 또는 연결은 구성 문서에 의해 만들어진 것이 아니며 태스크 그룹으로만 존재한다.
정부간 조직도 조약과 구별되어야 한다. 많은 조약들(예: 세계무역기구 설립 이전의 북미 자유 무역 협정 또는 관세 및 무역에 관한 일반 협정)은 단체를 설립하지 않고 대신 그들의 행정부가 특별 위원회로 합법적으로 인정받기 위해 전적으로 당사자들에게 의존한다. 다른 조약들은 국제적인 법적 개성이 부여되지 않은 것으로 여겨지는 행정 기구를 설립했다.

## 유형 및 목적
정부간 국제 기구는 기능, 멤버십 및 멤버십 기준이 다르다. 그들은 종종 조약이나 헌장에 서술된 다양한 목표와 범위를 가지고 있다. 일부 인터넷 거버넌스 포럼은 분쟁 해결을 위한 중립적인 논의나 협상을 위한 필요성을 충족시키기 위해 발전되었다. 다른 이들은 갈등 해결과 더 나은 국제 관계를 통해 평화를 유지하고, 환경 보호와 같은 문제에 대한 국제 협력을 증진하고, 인권을 증진하고, 사회 발전을 촉진하고, 인도적 지원을 하고, 경제를 위해 공동의 이익을 수행하기 위해 개발되었다. 발전 일부는 보다 일반적인 범위(UN)인 반면 다른 일부는 주제별 임무(예: 인터폴 또는 국제 표준화 기구 및 기타 표준 기구)를 가질 수 있다. 일반적인 유형은 다음과 같다.
- 전 세계 또는 글로벌 조직 - 일반적으로 특정 기준이 충족되는 한 전 세계 국가에 개방된다. 이 범주에는 유엔과 그 전문 기관, 세계 우편 연합, 인터폴, 세계무역기구, ITU, 세계 관세 기구, 국제 통화 기금 등이 포함된다. 그것은 또한 민간 국제법의 점진적인 통합을 추구하는 헤이그에 기반을 둔 세계적으로 운영되는 정부간 조직인 민간 국제법에 대한 헤이그 회의를 포함하여 UN의 기관이 아닌 전 세계적으로 운영되는 정부간 조직을 포함한다.
- 문화, 언어, 민족, 종교 또는 역사 조직 - 일부 문화적, 언어적, 인종적, 종교적 또는 역사적 연계를 바탕으로 회원들에게 개방된다. 그 예로는 영국연방, 아랍연맹, 라 프랑코포니, 포르투갈 언어국가 공동체, 튀르크 문화 국제기구, 이슬람 협력기구, 독립국가연합 등이 있다.
- 경제 조직 - 경제 조직에 기반 일부는 자유 무역과 무역 장벽 축소에 헌신한다. 예를 들어, 세계무역기구, 국제통화기금, 국제상공회의소 등이 있으며, 다른 이들은 국제 발전에 초점을 맞추고 있다. OPEC와 같은 국제 카르텔도 존재한다. 경제협력개발기구는 경제중심 기구로 설립되었다. 최근에 형성된 경제 IGO의 한 예는 남방은행이다.
- 교육 기관 - 3차 연구의 중심 유럽법학회는 변호사, 판사, 법정 변호사, 변호사, 사내 변호사, 학계 등을 대상으로 유럽 법률 교육을 실시한다. EUCLID(University)는 서명국의 지속 가능한 개발에 전념하는 대학 및 우산 단체와 유엔, 국민 및 회원국의 우려인 긴급한 세계 문제를 해결하기 위한 유엔 대학으로 설립되었다.
- 보건 및 인구 조직은 일반적으로 인식되는 보건 및 인구 목표를 기반으로 하며 이러한 과제를 집합적으로 해결한다. 예를 들어 인구 및 개발 파트너에 대한 정부간 협력관계를 들 수 있다.
- 지역 조직 - 특정 대륙 지역 또는 세계의 다른 특정 지역에서 온 회원들에게 개방된다. 이 범주에는 중남미 및 카리브해 연안 국가(CLACS), 유럽 이사회(CoE), 유라시아 경제 연합(EAEU), 에너지 공동체, 북대서양 조약 기구(NATO), 서아프리카 경제 공동체(ECOWAS), 유럽 안보 및 협력 기구(AU), 아프리카 연합(AU) 등이 포함된다. 미국국가연합(OAS), 카리브해 국가연합(AECS), 동남아시아 조약 기구 (SEATO), 이슬람개발은행(ISO), 남미국가연합, 아시아협력대화(ACD), 태평양제도포럼, 동남아시아 국가 연합(ASEAN), 동카리브국가기구(OCS) 등이 있다.

## 예시

### 국제연합
임무:
1. 국제평화와 안보를 유지하기 위해, 그리고 그 목적을 위해, 평화에 대한 위협의 예방과 제거, 공격적 행위나 다른 치안 위반의 억압을 위한 효과적인 집단 조치를 취하고, 평화적인 수단으로 그리고 정의와 국제법의 원칙에 따라, 조정을 한다. 국제 분쟁 또는 평화를 침해할 수 있는 상황의 언급 또는 해결
2. 동등한 권리와 민족의 자기결정 원칙에 대한 존중을 바탕으로 국가간 우호관계를 발전시키고, 세계평화를 강화하기 위한 다른 적절한 조치를 취한다.
3. 경제적, 사회적, 문화적 또는 인도적 성격의 국제적 문제를 해결하고, 인권과 인종, 성별, 언어 또는 종교에 대한 차별 없이 모든 이들의 기본적 자유를 증진 및 장려하는 국제적 협력을 달성한다.
4. 이러한 공통의 목적을 달성하기 위한 국가들의 행동을 조화시키는 중심이 된다.[1]

회원자격:
193개 회원국 회원 자격은 "...본 헌장에 포함된 의무를 받아들이고 기구의 판단에 따라 이러한 의무를 수행할 수 있고 기꺼이 이행할 수 있는 다른 평화를 사랑하는 모든 국가에 개방된다."

### 북대서양 조약 기구
- 임무:

"이 조약의 당사자들은 유엔 헌장의 목적과 원칙에 대한 그들의 신념과 모든 국민과 모든 정부와 평화롭게 살고자 하는 그들의 열망을 재확인한다. 그들은 민주주의, 개인의 자유, 그리고 법의 지배의 원칙에 바탕을 둔 그들의 민족의 자유, 공동의 유산, 문명을 지키기로 결심했다. 그들은 북대서양 지역의 안정과 복지를 증진시키기 위해 노력한다. 그들은 집단적 방위와 평화와 안보의 보전을 위해 힘을 합치기로 결정했다. 그러므로 그들은 북대서양 조약에 동의한다."
- 회원자격:

"NATO는 29개 독립 회원국으로 구성된 동맹국이다."

### 세계은행
- 임무
  - 극심한 빈곤을 끝내기 위해, 은행의 목표는 2030년까지 하루에 1.25달러 이하의 생활을 하는 사람들의 비율을 3퍼센트 이하로 줄이는 것이다.
  - 공동의 번영을 촉진하기 위해, 목표는 각 나라 인구의 하위 40%의 소득 성장을 촉진하는 것이다.[5]

## 역사
수세기 동안 조약, 동맹 그리고 다자간 회담이 존재해왔지만, IGO는 19세기에 설립되기 시작했다. 첫 번째는 1865년 5월 20개국이 국제전신기술협약(International Telegraphy Agreement)을 체결함으로써 시작된 나폴레옹 전쟁의 여파로 시작된 국제선항법위원회와 국제전기통신연합(International Telecommunication Union)이었다. 주목할 만한 것은 1차 세계대전 이후 국제연맹의 출현이었는데, 이 단체는 평화를 유지하기 위해 집단적 안보를 강화하는 기관으로 고안되었다.

## 확장과 성장
헬드와 맥그루(2002)는 전 세계적으로 수천 개의 IGO를 세었고, 이 숫자는 계속 증가하고 있다. 이러한 증가는 세계화에 기인할 수 있는데, 세계화는 국가간, 국가간 협력을 증진시키고 장려한다. 세계화는 또한 국제관계 증대로 인해 IGO의 성장을 위한 더 쉬운 수단을 제공하였다. 이것은 국내뿐 아니라 경제, 정치, 군사적으로도 볼 수 있다. 경제적으로, IGO는 경제적 번영을 위해 물질적, 비물질적 자원을 얻는다. IGO는 또한 국가 내에서 그리고 다른 국가들 사이에서 더 많은 정치적 안정을 제공한다. 외부위협을 막기 위한 안전확보를 위해 공통의 기준을 수립함으로써 군사동맹도 형성된다. 마지막으로, 그 형성은 독재국가들이 효과적이고 내부적인 정부를 구성하기 위해 민주국가로 발전하도록 고무했다.

## 참여
국가가 정부간 기구에서 회원을 선택할 수 있는 몇 가지 다른 이유가 있다. 그러나 회원가입이 거부될 수 있는 이유들도 있다.
참여 이유:
1. 경제적 보상: 북미자유무역협정(NAFTA)의 경우, 많은 국가들이 자유무역협정의 회원가입으로부터 경제적 혜택을 받는다. 예를 들어, 멕시코 기업들은 그들의 멤버십 때문에 미국 시장에 더 잘 접근할 수 있다.
2. 정치적 영향력 : 국제무대에서 정치적 영향력이 많지 않은 포르투갈이나 벨기에와 같은 작은 나라들은 유럽 연합과 같은 IGO 회원 자격을 통해 상당한 영향력을 행사하게 된다. 또한 프랑스와 독일과 같이 영향력이 큰 나라들에게 있어, 한국은 작은 나라의 내정에 대한 영향력을 증대시키고, 다른 나라들에 대한 의존도를 확대하여, 충성심을 보존하는 데 도움이 된다.
3. 보안: NATO와 같은 인터넷 거버넌스 포럼의 회원국은 회원국에 보안 혜택을 제공한다. 이것은 정치적 차이가 해결될 수 있는 장을 제공한다.
4. 민주주의와 민주적 생존 가능성을 개선하라: 회원국들은 더 많은 민주주의를 경험하고, 그 민주주의 국가들은 더 오래 살아남는다고 알려져 있다.

회원 거부 이유:
1. 주권 상실: 회원국 전체의 협조가 필요한 조약이 서명됨에 따라 회원국들의 주권 상실이 수반되는 경우가 많다.
2. 불충분한 혜택: 종종 회원 자격이 조직 내에서 회원 자격을 보장하기에 충분한 실질적인 혜택을 가져오지 못한다.

## 특권 및 면제
정부간 조직에는 독립적이고 효과적인 기능을 보장하기 위한 특권 및 면역이 제공된다. 이러한 조약은 일반적으로 추가적인 다국적 협약과 국가 규정에 의해 보충되는 기구(예: 국제 연합의 권한과 면역, 국제형사재판소의 권리와 의무에 관한 협약)를 발생시키는 조약에 명시된다. 그 기관들은 국가 법원의 관할권에서 벗어난다.
법적 책임은 국가 관할권이 아닌, 정부간 조직 자체의 내부적 법적 메커니즘과 행정 재판소에 접근하여 보장된다. 민간 당사자들이 국제기구에 대한 소송을 추진하려 했던 많은 법정 소송의 과정에서, 국가는 원고에게 공정한 재판을 받을 권리를 고려하여 기본적인 인권 의무를 가지고 있기 때문에, 분쟁 해결의 대체 수단이 필요하다는 것을 점진적으로 인식해 왔다. 그렇지 않으면, 그 단체의 면역이 국내외 법원에 제기될 수 있다. 일부 조직은 소속기관과 관련된 재판소 앞에서 기밀을 유지하며, 직원이 관련 정보를 공개할 경우 징계조치를 취할 수 있다고 위협하고 있다. 그러한 비밀 유지는 투명성의 결여라는 비난을 받아왔다.
면책특권은 고용법으로도 확대된다. 이런 점에서, 국가 관할권으로부터의 면책 때문에 직원들의 권리를 효과적으로 보호하기 위해 합리적인 대체 수단을 이용할 수 있어야 한다; 이런 맥락에서, 네덜란드 법정은 국제 노동 기구의 행정 재판소가 15년 동안 진행한 추정 기간을 너무 오래도록 검토했다.